# Stade Denis Sassou Nguesso
Stade Municipal Denis Sassou N'Guesso – to stadion wielofunkcyjny w Dolisie w Kongu. Jest używany do meczów piłki nożnej, a także posiada bieżnię. Swoje mecze rozgrywają na nim drużyny piłkarskie AC Léopards i ASICO FC. Stadion może pomieścić 20 000 widzów.